# DN74A
De DN74A (Drum Național 74A of Nationale weg 74A) is een weg in Roemenië. Hij loopt van Abrud naar Câmpeni. De weg is 11 kilometer lang.